# واين كنتري (كاليفورنيا)
واين كنتري (بالإنجليزية: Wine Country)‏ هي منطقة في شمال كاليفورنيا في الولايات المتحدة المعروفة عالميا كمنطقة كبيرة لتصنيع النبيذ.الكروم والنبيذ بدأ تصنيعهم في المنطقة منذ منتصف القرن 19. يوجد أكثر من 400 مصنع للنبيذ في المنطقة الواقعة شمال سان فرانسيسكو، حيث يقع معظمها في أودية المنطقة، بما في ذلك وادي نابا في مقاطعة نابا، وادي سونوما، وادي الكسندر، وادي دراي كريك، وادي بينيت، وادي ليفرمور ووادي النهر الروسي في مقاطعة سونوما. أيضاً واين كنتري لا تعرف فقط من حيث زراعة الكروم، ولكن أيضا في علم البيئة والجيولوجيا والهندسة المعمارية والطبخ والثقافة.
واين كنتري معروفة في جميع أنحاء العالم بأنها منطقة زراعة النبيذ الأولى. تشتهر المنطقة بمصانع النبيذ ومأكولاتها  والمطاعم الحاصلة على نجمة ميشلان والفنادق البوتيك والمنتجعات الفاخرة والعمارة التاريخية  والثقافة. تمارس زراعة الكروم وصناعة النبيذ في المنطقة منذ أن أنشأ المبشرون الإسبان من بعثة سان فرانسيسكو سولانو أولى مزارع الكروم في عام 1812.
يوجد أكثر من 1700 مصنع نبيذ في منطقة خليج سان فرانسيسكو الشمالية، (وفقًا لـ مراقبة المشروبات الكحولية في ولاية كاليفورنيا)، يقع معظمها في وديان المنطقة ، بما في ذلك وادي نابا في مقاطعة نابا ووادي سونوما ووادي ألكسندر ووادي دراي كريك وبينيت الوادي، ووادي النهر الروسي في مقاطعة سونوما. يزرع عنب النبيذ أيضًا على ارتفاعات أعلى، مثل اطلس بيك وجبل فيدر افا منطقة زراعة الكروم الأمريكية. تشمل المدن والبلدات المرتبطة بمنطقة واين كاونتري سانتا روزا وهيلدسبيرغ وسونوما وكينوود وبيتالوما وسيباستوبول وجويرنفيل وويندسور وجيسيرفيل وكلوفرديل في مقاطعة سونوما؛ نابا ويونتفيل وروذرفورد وسانت هيلانة وكاليستوجا في مقاطعة نابا؛ وهوبلاند وأوكياه في مقاطعة ميندوسينو. أصبح النبيذ أيضًا جزءًا مهمًا من الاقتصاد في مقاطعات ليك وسولانو المجاورة: في عام 2014، تجاوزت مقاطعة ليك مقاطعة ميندوسينو في السعر المدفوع لكل طن من العنب في السوق المتميز بالساحل الشمالي.

## تسميات

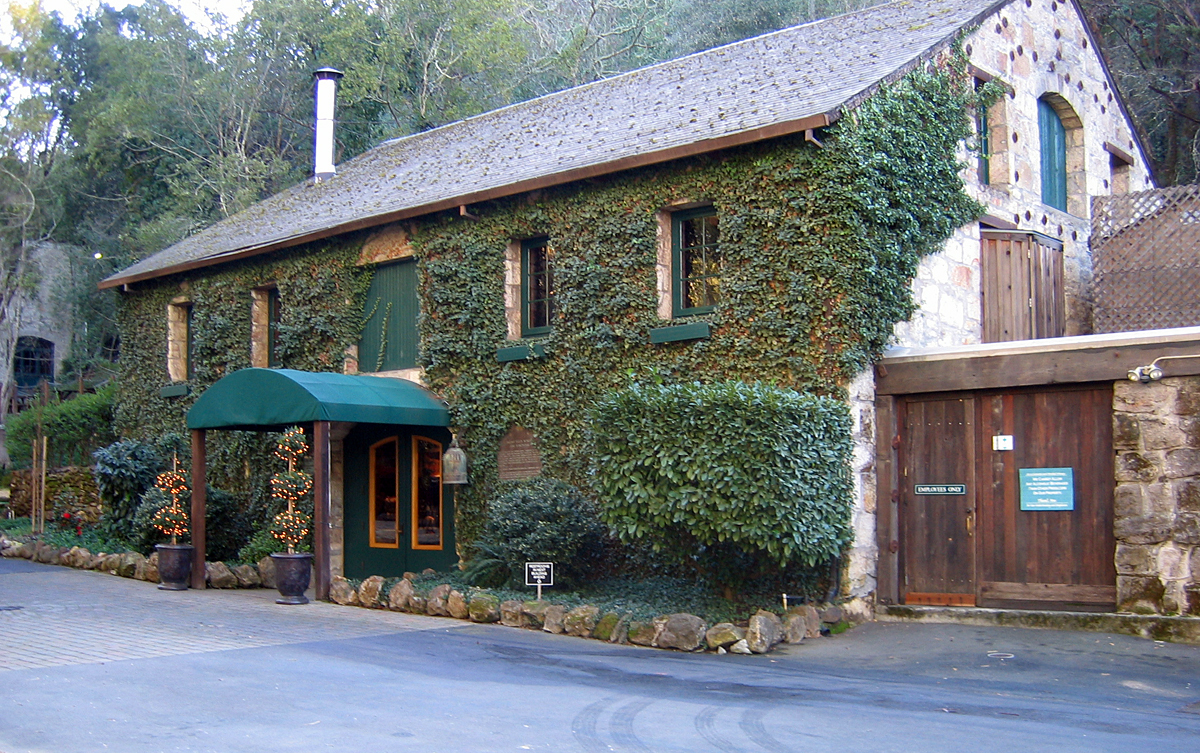
مصنع نبيذ بوينا فيستا، في سونوما، هو أقدم مصنع نبيذ تجاري في كاليفورنيا، تأسس عام 1857.

تعتبر واين كنتري بشكل عام المقاطعات المدمجة في نابا وسونوما ومندوسينو وليك وسولانو. تحتوي هذه المقاطعات على مناطق زراعة الكروم الأمريكية التالية: 
- في مقاطعة سونوما: وادي ألكسندر، وادي بينيت، تشالك هيل، وادي دراي كريك، الوادي الأخضر بوادي النهر الروسي، وادي نايت، لوس كارنيروس، سونوما الشمالية، روكبيل، وادي النهر الروسي، ساحل سونوما، جبل سونوما، ووادي سونوما.
- في مقاطعة نابا: أطلس الذروة، لوس كارنيروس، جبل فيدر، وادي نابا، أوكفيل، روثرفورد، سانت هيلانة، كاليستوغا، الأيول منطقة كبيسة، ويونتفيل.
- في مقاطعة ميندوسينو: أندرسون فالي، كوفيلو، ميندوسينو، ووادي بوتر.
- في مقاطعة ليك: كلير ليك ووادي جوينوك وهاي فالي وريد هيلز ليك كاونتي.
- في مقاطعة سالانو: وادي سويسون والوادي الاخضر.

تتداخل منطقة الساحل الشمالي المكونة من ستة مقاطعات مع منطقة واين كنتري على النحو المحدد هنا وتتضمن أيضًا مقاطعة مارينا. بالإضافة إلى ذلك، فإن أسماء المقاطعات نفسها قانونية للاستخدام كأسماء تسمية. 

## تاريخ

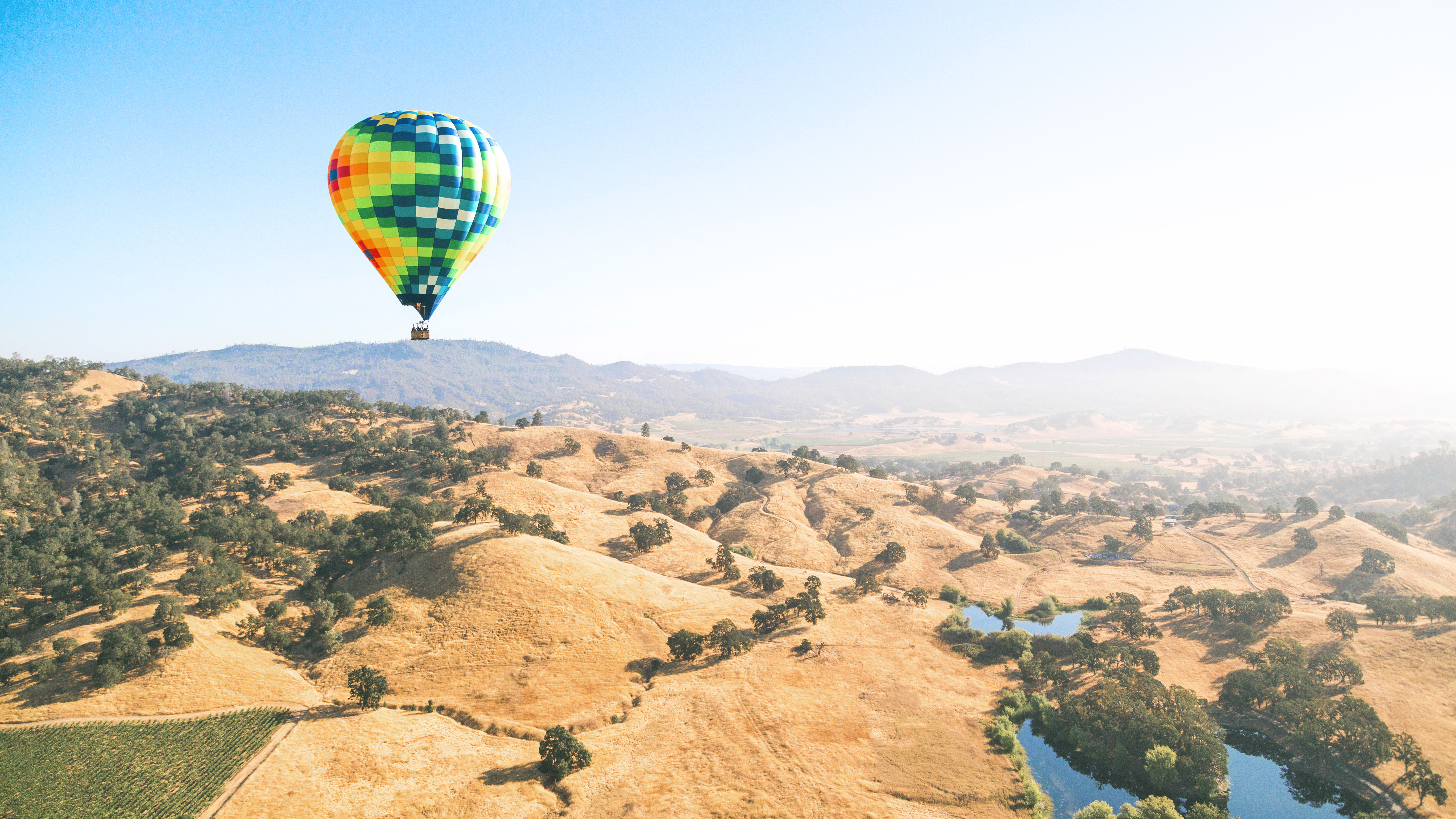
منطاد الهواء الساخن فوق وادي نابا.

تتضمن أقدم عصور ما قبل التاريخ لبلد النبيذ سكنًا للعديد من القبائل الأمريكية الأصلية منذ حوالي 8000 قبل الميلاد.  وتضمنت القبائل الرئيسية التي تعيش في هذه المنطقة بومو، ساحل ميوك ،وابو وباتوين، التي أوائل الشعوب التي تمارس أشكال معينة من الزراعة، ولكن ربما لا تنطوي على زراعة العنب. خلال فترة الاستعمار المكسيكي وبعدها، جلب المستوطنون الأوروبيون المزيد من الزراعة المكثفة إلى بلد النبيذ، بما في ذلك زراعة العنب وإنتاج النبيذ. ظهرت بعض الأحداث التاريخية التي أدت إلى إنشاء ولاية كاليفورنيا كدولة في بلد النبيذ. على وجه الخصوص، تُعرف مدينة سونوما بأنها مسقط رأس ولاية كاليفورنيا الأمريكية. يُنسب إلى اجوستون هاراسزثي لكونه أحد أسلاف صناعة النبيذ في كاليفورنيا في سونوما من خلال زرعه للعنب في مستجمع المياه السفلي أرويو سيكو كريك في مقاطعة سونوما. 

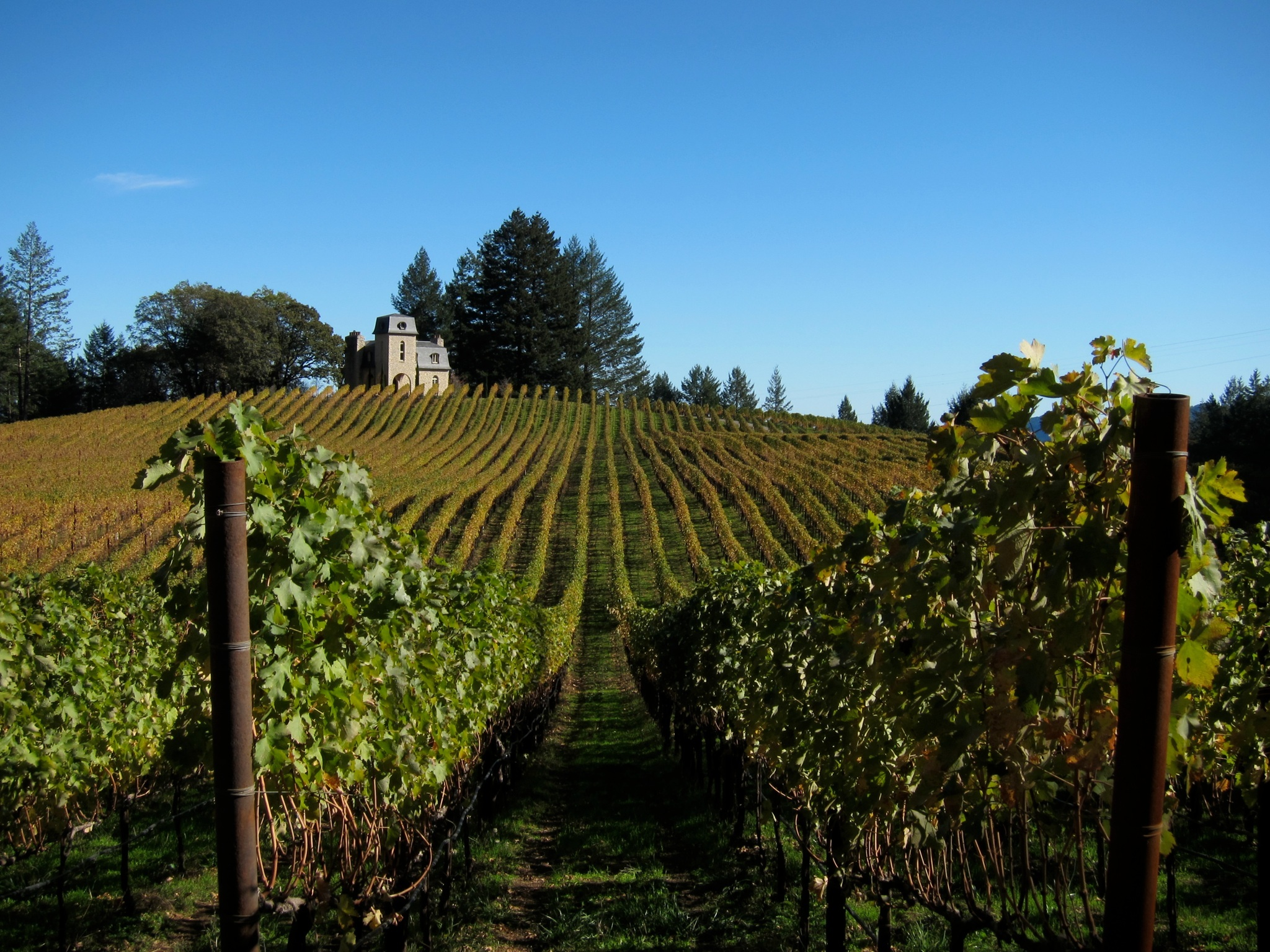
القلعة وكروم العنب في نابا.

في عام 2017، دمرت حرائق الغابات أجزاء كثيرة من واين كنتري بكاليفورنيا، بما في ذلك حرائق الغابات في شمال كاليفورنيا في أكتوبر2017. 

## البيئة

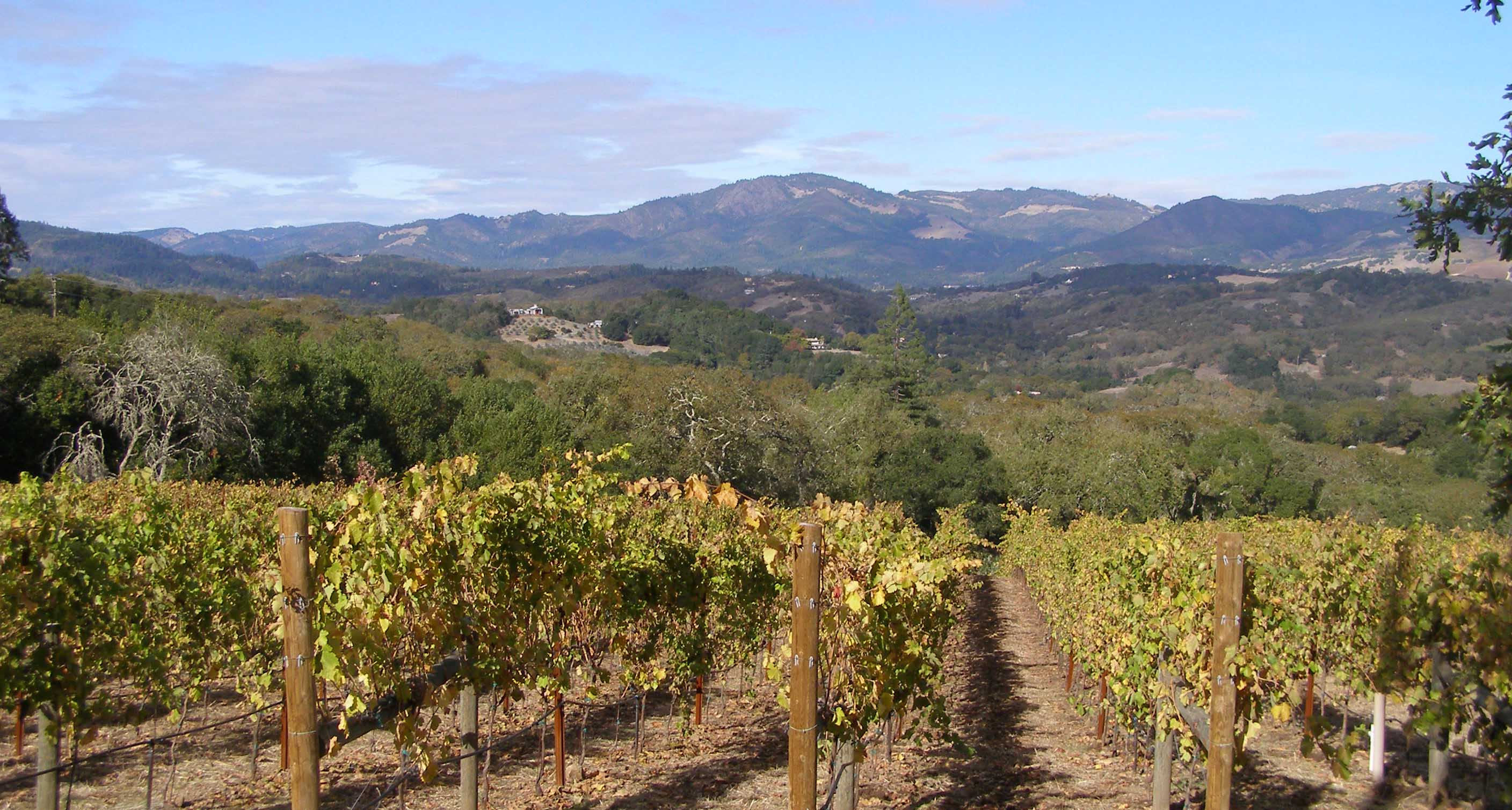
كرم على جبل سونوما AVA مع خلفية من جبال ماياكاماس.

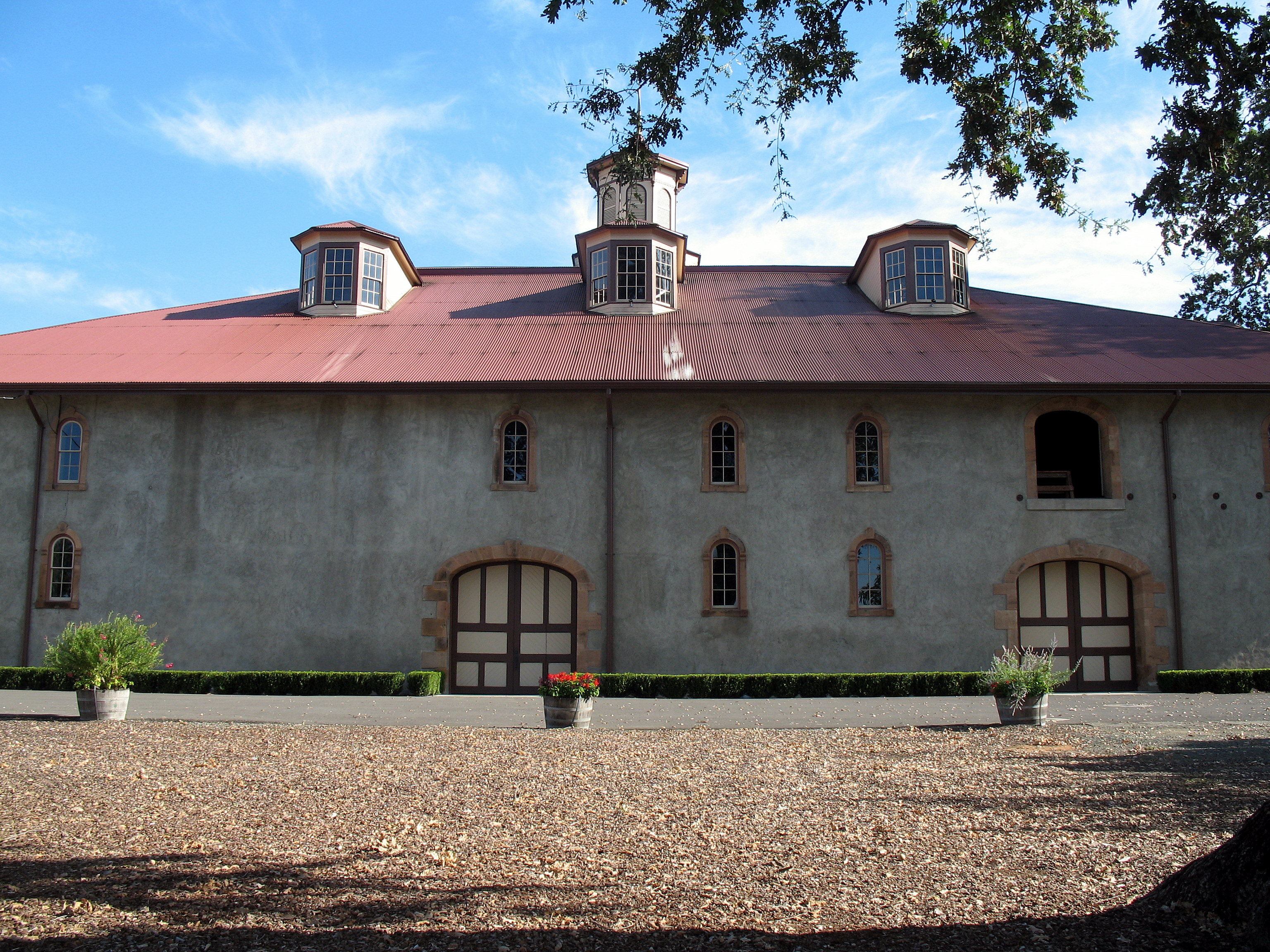
مصنع تشارلز كروغ للنبيذ، الذي تأسس عام 1861، موجود في السجل الوطني للأماكن التاريخية.

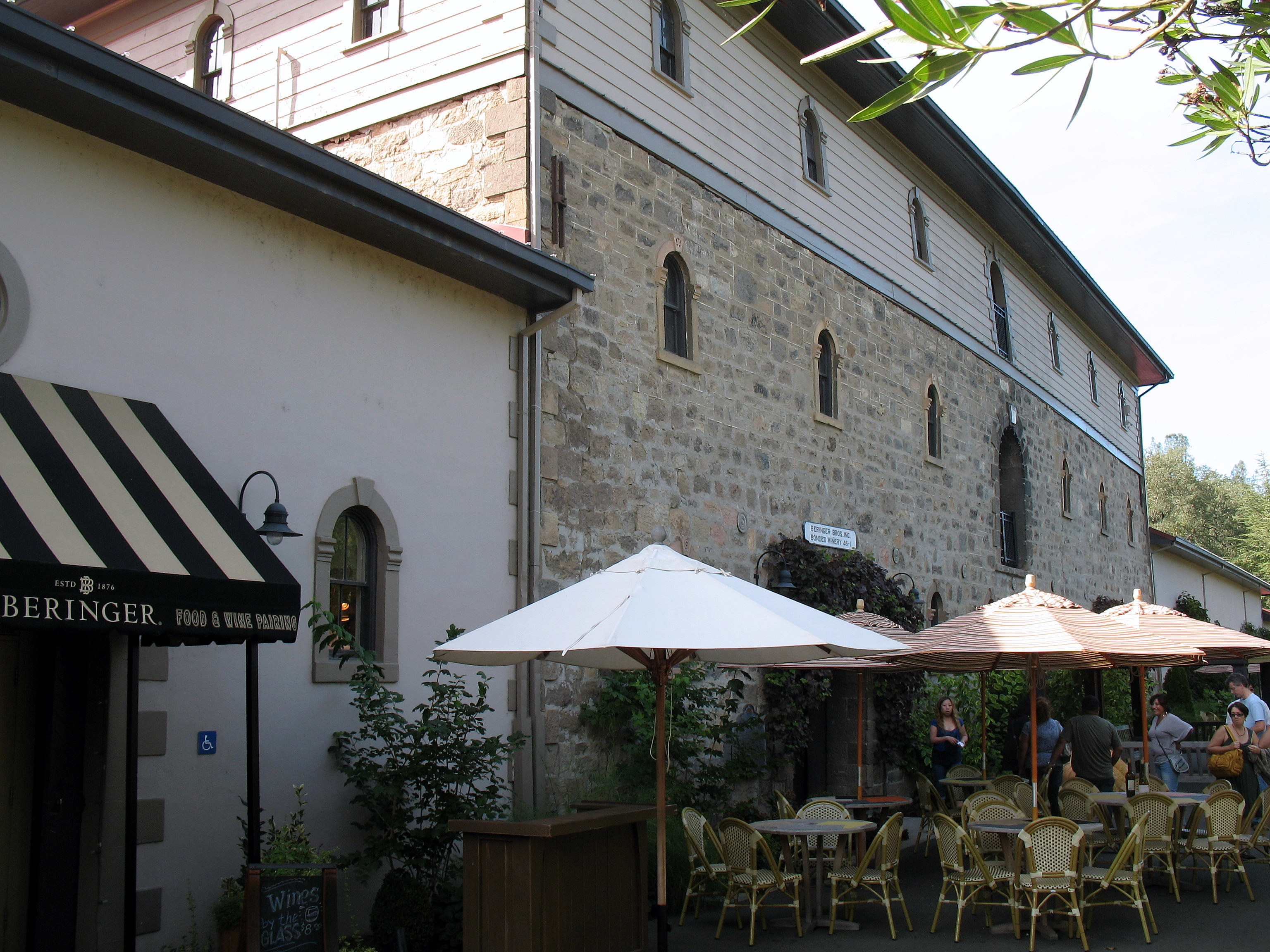
Beringer Vineyards هو أقدم مصنع نبيذ في وادي نابا يعمل باستمرار.

مجموعة متنوعة من الكائنات الحية المائية والبرية تسكن بلد النبيذ ومناطق النهر. تعتبر أسماك السلمون من طراز شينوك، وسمك دلتا والرأس الفولاذي من أبرز الأسماك. درس الباحثون حركات الأسماك الغريبة على نطاق واسع في سونوما كريك وفي نهر نابا وكذلك في لاغونا دي سانتا روزا ليس فقط في الجذور الأساسية، ولكن في العديد من الروافد. أظهرت هذه التحقيقات انخفاضًا تاريخيًا في التكاثر وقيمة الموائل لهذه الأنواع ، ويرجع ذلك أساسًا إلى الترسيب  وثانيًا لإزالة الغطاء النباتي على ضفاف النهر منذ القرن التاسع عشر.
توجد أيضًا مجموعة متنوعة من السمندل والثعابين والضفادع في واين كنتري. يوجد الضفدع الأحمر الأرجل المدرج في القائمة الفيدرالية في كاليفورنيا في الامتداد الشمالي الذي يستنزف المنحدرات الجنوبية لمتنزه أناديل.  تشمل العديد من الأنواع المهددة بالانقراض (المرتبطة في الغالب بـ نابا سونوما مارش) الموجودة في مرعة ريدجواي، والسكك الحديدية السوداء في كاليفورنيا، وبجع كاليفورنيا البني، وروبيان المياه العذبة في كاليفورنيا، وفأر حصاد المستنقعات المالحة، والزبابة.
الأنواع المذكورة أعلاه هي من الأنواع المهددة بالانقراض باستثناء الذيل المنفصل والصلب والسكك الحديدية السوداء، والتي تم تصنيفها اتحاديًا على أنها مهددة بالانقراض. 
المرتفعات النظم الإيكولوجية استنزفت تشمل مختلطة كاليفورنيا البلوط الغابات، البلوط والسافانا.  في الأراضي المرتفعة، يجد المرء وفرة من الغزلان ذات الذيل الأسود، والذئب، والظربان، والراكون، والأبوسوم، والديك الرومي البري، ونسر الديك الرومي، والصقر ذو الذيل الأحمر، وأحيانًا البوبكات وأسد الجبل. تشمل الأشجار المرتفعة البارزة: البلوط الحي على الساحل، غاري البلوط، المحيط الهادئ مادرون، كاليفورنيا باكاي، دوغلاس التنوب، في حين ينتشر بلوط الوادي في أرضيات وادي واين كنتري. 

## السياحة
شهدت واين كنتري طفرة في السياحة. في عام 1975 لم يكن هناك سوى 25 مصنع نبيذ في وادي نابا؛  يوجد اليوم أكثر من 800 مصنع نبيذ في مقاطعتي نابا وسونوما.  يأتي السياح إلى المنطقة ليس فقط لتذوق النبيذ، ولكن أيضًا للمشي لمسافات طويلة وركوب الدراجات الهوائية وركوب منطاد الهواء الساخن والمواقع التاريخية ، فضلاً عن خيارات الطهي الشاملة.
يوجد العديد من الطهاة والمطاعم البارزين في واين كنتري، بما في ذلك توماس كيلر وجون آش (رئيس الطهاة) وسوندرا برنشتاين. إلى جانب مناطق الجذب الواضحة لمصنع النبيذ، تشتهر منطقة واين كنتري بساحل مقاطعة سونوما على طول المحيط الهادئ، ووادي النهر الروسي، والأخشاب الحمراء، وحمامات الينابيع الحارة، والغابات المتحجرة وغيرها من المناطق الطبيعية.
إن ازدهار السياحة في واين كنتري له جانبه السلبي، المتمثل في الازدحام المروري على طريق الولاية 29، لا سيما في عطلات نهاية الأسبوع الصيفية ، عندما يتجاوز عدد السياح القدرة الاستيعابية للطريق. يواجه وادي نابا أيضًا ضغوطًا لزيادة التحضر وتحسين الطرق.  كانت هناك أيضًا مشكلات تتعلق بتنظيم مشاركة المنزل. بعد طفرة في استئجار السكان للغرف في منازل خاصة، اضطرت حكومة مدينة نابا إلى طلب تسجيل أي من ممتلكات نابا ايربنب. 

## روابط خارجية
- Wine Country على مشروع الدليل المفتوح